# Gregor Schmeißer
Gregor Schmeißer (* 8. April 1985 in Heidelberg) ist ein deutscher ehemaliger Handballspieler. Er spielte in der Handball-Bundesliga beim TV Großwallstadt.

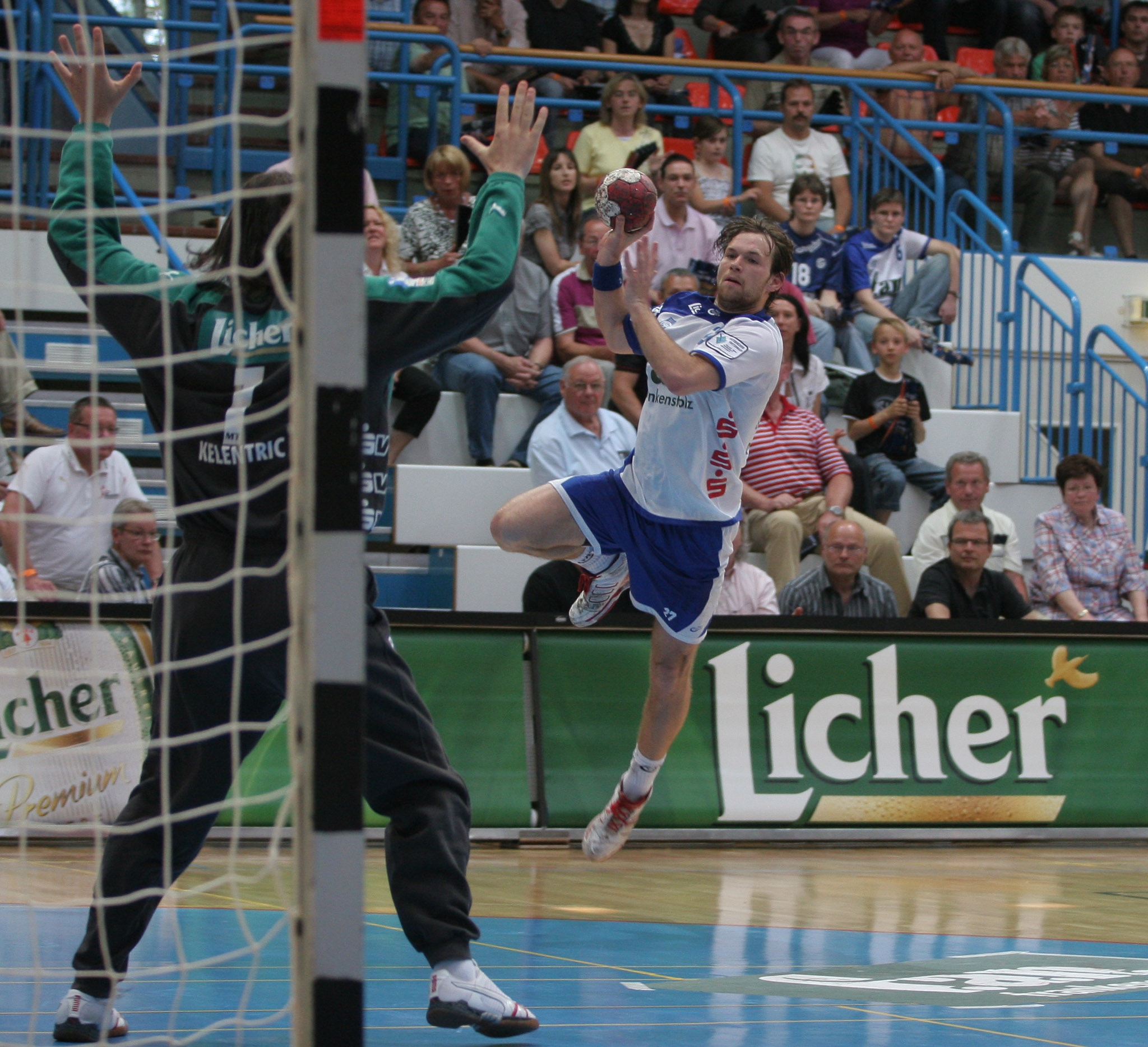
Gregor Schmeißer in einem Bundesligaspiel

Schmeißer hatte von 2005 bis 2007 eine Förderlizenz beim TV Kirchzell. Mit der Mannschaft stieg er 2006 in die 2. Bundesliga auf. Im Jahr 2008 zog er sich einen Kreuzbandriss zu. Nachdem Schmeißer wieder in den Kader von Großwallstadt zurückgekehrt war, zog er sich an seinem 25. Geburtstag im Training einen Außenmeniskusriss zu. Ein halbes Jahr später musste er nach anhaltenden Knieschmerzen erneut operiert werden. Im Jahre 2011 beendete er aufgrund der Folgen seiner Knieverletzungen seine sportliche Laufbahn.
Schmeißer bestritt für die Junioren-Nationalmannschaft acht Länderspiele.